# Cordicantharis wittmeri
Cordicantharis wittmeri es una especie de coleóptero de la familia Cantharidae.

## Distribución geográfica
Habita en Líbano.